# Thenopa
Thenopa is een geslacht van vlinders van de familie spanners (Geometridae), uit de onderfamilie Ennominae.

## Soorten
- T. bidens Herbulot, 1989
- T. diversa Walker, 1855
- T. nigraria (Swinhoe, 1904)
- T. pseudonigraria Carcasson, 1964